# Edwin De Haven
Edwin Jesse de Haven (Filadèlfia, Pennsilvània, 7 de maig de 1816 - Filadèlfia, 1 de maig de 1865) va ser un oficial de la Marina dels Estats Units d'Amèrica i un explorador de la primera meitat del segle xix.
Als 10 anys ja formava part de la Marina com a aspirant a guardiamarina. Va servir fins al 1857. De Haven va participar en l'Expedició Wilkes, coneguda oficialment com l'Expedició exploratòria dels Estats Units, entre 1839 i 1842.
El 1850 Edwin de Haven serví com a capità a bord de l'Advance. Junt amb el Rescue, va prendre part en la missió de recerca per l'Àrtida per trobar les restes de John Franklin i la seva expedició. Els dos vaixells van partir de Nova York el 5 de maig de 1850. De Haven i la seva tripulació passaren setze mesoso en alta mar, passant un hivern en terres del Cercle polar àrtic.
En tornar de l'expedició, Edwin de Haven va servir com a Guardacosta, abans de passar el que quedava de la seva carrera a l'Observatori Naval dels Estats Units sota el superintendent Matthew Fontaine Maury. El 1862 es retirà per tenir problemes de visió. Morí a Filadèlfia el maig de 1865.
Dos destructors de la Marina s'anomenen USS de Haven en record seu.